# Michel Kafando
Michel Kafando (Uagadugu, 18 de agosto de 1942) é um diplomata e político burquinense. Foi presidente de seu país, de 14 de novembro de 2014 até 29 de dezembro de 2015.

## Carreira
Fez grande parte da sua carreira no ministério dos Negócios Estrangeiros do seu país, então conhecido como Alto Volta, onde foi sucessivamente diretor da cooperação internacional (1976-1978), diretor das relações internacionais (1978-1979), diretor das organizações internacionais (1979-1981). Durante o regime Jean-Baptiste Ouédraogo, entre 1982 e 1983, ocupou o cargo de ministro dos Negócios Estrangeiros.
Mais tarde, sob o regime de Blaise Compaoré, foi o embaixador do Burquina Fasso junto da ONU de 1998 a 2011, sendo presidente do Conselho de Segurança das Nações Unidas de setembro de 2008 a novembro de 2009.